# Bukovica Velika (Doboj)
Pour les articles homonymes, voir Bukovica Velika.
Bukovica Velika (en serbe cyrillique : Буковица Велика) est une localité de Bosnie-Herzégovine. Elle est située sur le territoire de la ville de Doboj et dans la république serbe de Bosnie. Selon les premiers résultats du recensement bosnien de 2013, elle compte 2 827 habitants.
Bukovica Velika est également connue sous le nom de Velika Bukovica.

## Géographie
La localité est située au bord de la rivière Bosna, un affluent droit de la Save ; au sud, son territoire est bordé par la rivière Rudanka, qui se jette dans la Bosna

## Démographie

### Évolution historique de la population dans la localité
| 1948 | 1953 | 1961  | 1971  | 1981  | 1991  | 2013  |
| ---- | ---- | ----- | ----- | ----- | ----- | ----- |
| -    | -    | 1 217 | 1 267 | 1 460 | 1 481 | 2 827 |

|  |